# 卡洛斯·希门尼斯
卡洛斯·希门尼斯（西班牙語：Carlos Jiménez，1976年2月10日—），西班牙男子篮球运动员。他曾代表西班牙参加2000年、2004年和2008年夏季奥林匹克运动会篮球比赛，其中2008年奥运会获得一枚银牌。